# Sport Huancayo
Maillots
Actualités
Sport Huancayo est un club péruvien de football basé à Huancayo. Surnommé El Rojo Matador, il évolue en 1re division du Pérou depuis 2009.

## Histoire
Fondé le 7 février 2007 sous le nom de Huancaína Sport Club, le club prend en 2008 le nom de Sport Huancayo. En remportant dès sa première année d'existence la Copa Perú, il a l'occasion de disputer le  championnat du Pérou 2009 et devient le quatrième club de Huancayo à évoluer en D1. 
La découverte du haut niveau se fait sans mal puisque la formation de Junín termine à la 4e place du classement cumulé, s'offrant ainsi une qualification directe pour la Copa Sudamericana 2010. La saison suivante est plus mitigée avec une 8e place en fin de compétition. En 2011, le Sport Huancayo atteint pour la première fois de son histoire le podium du championnat, se hissant à la 3e place, derrière Juan Aurich et Alianza Lima. De ce fait, le club se qualifie pour le tour préliminaire de la Copa Libertadores 2012. L'année suivante, une 6e place en championnat lui offre une troisième qualification continentale, pour la Copa Sudamericana 2013. 
Les saisons 2013 et 2014 sont en revanche plus discrètes puisque le Sport Huancayo termine en milieu de classement en 2013 et doit même lutter pour le maintien en 2014. Seule une victoire en match de barrage face au club de Los Caimanes lui permet d'échapper à la relégation. Depuis 2015, le club enchaîne les qualifications continentales : il s'est systématiquement qualifié à toutes les Copa Sudamericana entre 2016 et 2021.
Les campagnes continentales du club restent globalement décevantes. Pour son premier match international, en Copa Sudamericana 2010, il subit une déroute en Uruguay face au Defensor Sporting, sur le score de neuf buts à zéro, mais sort la tête haute en s'imposant 2-0 au match retour, un résultat insuffisant pour passer au tour suivant. Deux ans plus tard, lors de la Copa Libertadores 2012, c'est à nouveau dès le tour préliminaire que l'aventure s'achève, battu par les Argentins d'Arsenal de Sarandi (0-3, 1-1). En 2013, ils sont sèchement éliminés dès le tour préliminaire par la formation équatorienne du CS Emelec (1-3, 0-4). El Rojo Matador se fera encore éliminer dès le 1er tour lors des Copa Sudamericana de 2017 et 2019, même s'il parvient à avancer jusqu'au 2e tour en 2016 et 2018. En revanche, l'équipe réalise son meilleur parcours à l'occasion de la Copa Sudamericana 2020 en se hissant en 8e de finale du tournoi pour la première fois de son histoire.
Qualifié pour le 1er tour préliminaire de la Copa Libertadores 2023, le Sport Huancayo obtient sa première victoire dans cette compétition le 7 février 2023 en battant 2-1 les Paraguayens du Club Nacional, victoire qui s'avère néanmoins insuffisante car battu 3-1 à Asuncion lors du match retour.

## Résultats sportifs

### Palmarès
| - Copa Perú (1) : - Vainqueur : 2008. |  | - Copa Bicentenario : - Finaliste : 2019. |  | - Torneo de Verano : - Finaliste : 2018. |

### Bilan et records
Source consultée : voir lien externe.
| - Saisons au sein du championnat du Pérou : 16 (2009-). - Saisons au sein du championnat du Pérou D2 : aucune. - Saisons au sein de la Copa Perú (D3) : 2 (2007-2008). - Plus large victoire obtenue en compétition officielle : - Sport Huancayo 7:0 Coronel Bolognesi (championnat 2009). - Plus large défaite concédée en compétition officielle : - Juan Aurich 6:0 Sport Huancayo (championnat 2014). |  | - Copa Libertadores : 2 participations (2012 et 2023). - Copa Sudamericana : 9 participations (2010, 2013, 2016, 2017, 2018, 2019, 2020, 2021 et 2024). - Plus large victoire obtenue en compétition officielle : - Sport Huancayo 4:0 UTC (Copa Sudamericana 2021). - Plus large défaite concédée en compétition officielle : - Defensor Sporting 9:0 Sport Huancayo (Copa Sudamericana 2010). |

## Structures du club

### Estadio Huancayo
D'une capacité de 17 000 personnes, l'Estadio Huancayo abrite les matchs du Sport Huancayo. À l'occasion, d'autres clubs (Real Garcilaso, Sport Áncash) ont utilisé cette enceinte afin de disputer des matchs de Copa Libertadores ou Copa Sudamericana.
Situé à 3 259 mètres d'altitude, il a notamment accueilli la finale du championnat 2013 entre l'Universitario de Deportes et le Real Garcilaso.

## Personnalités historiques du club

### Joueurs

#### Anciens joueurs
Parmi les joueurs les plus renommés ayant porté les couleurs du Sport Huancayo, on peut citer l'international péruvien Irven Ávila, deuxième meilleur buteur du club avec 46 buts derrière le Paraguayen Carlos Neumann (en) (51). Le Colombien Anier Figueroa (es) détient quant à lui le record de matchs joués avec le club (210 rencontres).
| - Miguel Araujo - Irven Ávila - Joaquín Boghossian - Manuel Corrales - Jean Deza | - Anier Figueroa (es) - Marco Flores - Pedro Alexandro García - Sergio Ibarra - Salomón Libman | - Alex Magallanes - Willyan Mimbela - Carlos Neumann (en) - Jesús Reyes Guadalupe |

### Entraîneurs

#### Entraîneurs marquants
Le premier entraîneur, lorsque le club s'appelait encore Huancaína Sport Club en 2007, était aussi joueur de l'équipe : Hugo Arenaza. Les anciens sélectionneurs du Pérou, Miguel Company et Moisés Barack, ont entraîné le club en 2012 et 2013, respectivement. Ce dernier n'a dirigé qu'une seule rencontre, lors de la 1re journée du championnat 2013, lorsqu'il fut renvoyé après la défaite de son équipe contre le Real Garcilaso (4-0). Sous la houlette de Roberto Mosquera, le Sport Huancayo atteint sa meilleure place en championnat : 3e en 2011. 
José Ramírez Cubas est le seul entraîneur à avoir remporté un titre avec le club, en l'occurrence la Copa Perú en 2008. Les Argentins Marcelo Grioni (es) et  (es) ont failli imiter son exemple, mais ont échoué en finale des Torneo de Verano 2018 et Copa Bicentenario 2019, respectivement.

#### Liste des entraîneurs
| - Hugo Arenaza (entraîneur-joueur) (2007) - Mifflin Bermúdez (2008) - José Ramírez Cubas (2008-2009) - Cristóbal Cubilla (2009) - Rafael Castillo Lazón (2010) - Luis Ventura (intérim) (2010) - Cristóbal Cubilla (2010) - Roberto Mosquera (2010-2011) - Miguel Company (2012) - Miguel Denis (intérim) (2012) - Jorge Machuca (intérim) (2012) - Luis Ticona (intérim) (2012) | - Christian Arrazada (intérim) (2012) - Jorge Cordero (intérim) (2012) - Wilmar Valencia (2012) - Moisés Barack (2013) - Christian Arrazada (intérim) (2013) - Marcelo Trobbiani (2013) - Gonzalo Arguinchona (2013) - Daniel Córdoba (2014) - Marcelo Messina (es) (2014) - Walter Lizárraga (2014-2015) - Wilmar Valencia (2015) - Diego Umaña (it) (2016-2017) | - Rolando Chilavert (2017) - Marcelo Grioni (es) (2018-2019) - Christian Arrazada (intérim) (2019) - (es) (2019) - Mifflin Bermúdez (intérim) (2019) - Wilmar Valencia (2020-2021) - Javier Arce (2021) - Carlos Desio (2022) - Mifflin Bermúdez (2022-2023) - Walter Vílchez (intérim) (2023) - Wilmar Valencia (2023-) |